# Конвергенція (економіка)
Конвергенція (економіка) — це гіпотеза в економіці про те, що бідніші країни, за рівнем доходу населення, будуть розвиватися з набагато швидшими темпами, ніж багатші країни. Як результат, усі економіки повинні врешті-решт конвергуватися з точки зору доходу на душу населення. Країни, що розвиваються мають більший потенціал до розвитку, ніж розвинені країни, бо зменшення прибутковості (зокрема капіталу) не настільки сильне як у багатих країнах. Також бідніші країни можуть копіювати методи виробництва, технології, інститути та установи розвинених країн.

## Історія
Дослідження наявності конвергенції між країнами з різним рівнем економічного розвитку почалися у 60-х роках XX століття з появою моделі економічного зростання Солоу — Свона. Серед висновків з цієї моделі було твердження про вищі темпи зростання тих країн, що знаходяться далі від стану рівноваги. Тобто з часом розрив між високорозвиненими країнами та країнами, що розвиваються, повинен скорочуватись, відповідно до даної моделі. Аналогічний результат давала і модель перетинних поколінь (1965 рік). Але ці висновки не відповідали спостереженням, модель була розкритикована, у неї виявились суттєві недоліки в багатьох напрямках (див.Кембриджська суперечка про капітал).

## Типи конвергенції
Існують різні підходи до визначення поняття конвергенції, а також вимірювання її швидкості. Найбільшого поширення набули дві концепції: бета-конвергенції та сигма-конвергенції.

Концепція бета-конвергенції була запропонована Р. Барро та Х. Сала-і-Мартіном. Вони визначили, що β-конвергенція — це обернена залежність темпів зростання регіону від початкового рівня розвитку, тобто бідніші регіони (або країни) мають більш швидкі темпи економічного зростання, ніж багатші. З часом розрив між регіонами з різним рівнем розвитку скорочується, а економічна система, для якої притаманне явище конвергенції, у довгостроковому періоді тяжіє до стану рівноваги. Економісти кажуть, що існує «умовна бета-конвергенція», коли економіки відчувають «бета-конвергенцію», але залежать від інших змінних (а саме темпів інвестування та зростання населення), які залишаються постійними. Вони кажуть, що «безумовна бета-конвергенція» або «абсолютна бета-конвергенція» існує тоді, коли темпи зростання економіки знижуються, коли вона наближається до свого стабільного стану.
Щодо σ-конвергенції, то вона визначається як зменшення з часом показника варіації (нерівності, диференціації) рівнів розвитку регіонів (країн). Окрім показника варіації також можуть використовуватись дисперсія або середньоквадратичне відхилення. Проте найбільш інформативним вважається показник варіації, адже він не залежить від розмірності та масштабу змінних.
Існують також інші типи конвергенції за класифікацією Одеда Галора:
- Абсолютна конвергенція: нижчий початковий ВВП призведе до вищих середніх темпів зростання.

Наслідком цього є те, що бідність зрештою зникне «сама собою». Це не пояснює, чому деякі країни мали нульовий ріст протягом багатьох десятиліть (наприклад, в Африці на південь від Сахари).
- Умовна конвергенція: дохід країни на одного працівника конвергується до конкретного для країни довгострокового рівня, що визначається структурними характеристиками цієї країни.

Наслідок полягає в тому, що структурні характеристики, а не початковий національний дохід визначають довгостроковий рівень ВВП на одного працівника. Таким чином, іноземна допомога повинна зосереджуватися на структурі (інфраструктура, освіта, фінансова система тощо), і немає необхідності в передачі доходу від багатих до бідніших країн.
- Конвергенція клубу: можна спостерігати різні «клуби» або групи країн з подібними траєкторіями зростання.[4]  Найголовніше, що кілька країн з низьким національним доходом також мають низькі темпи зростання.

Таким чином, це на відміну від теорії умовної конвергенції, це дозволить припустити, що зовнішня допомога повинна також включати трансферти доходів і, що початковий дохід насправді має значення для економічного зростання.

## Приклади
Існує безліч прикладів країн, що сходилися з розвиненими країнами, які підтверджують теорію підхоплення.  Спираючись на приклади досліджень Японії, Мексики та інших країн, Накаока вивчав соціальні можливості для індустріалізації та уточнював особливості людського та соціального ставлення до процесу наздоганяння Японії в період Мейдзі (1868—1912).  У 1960-х і 1970-х роках східноазійські тигри швидко сходилися з розвиненою економікою. Ці країни — Сінгапур, Гонконг, Південна Корея та Тайвань, їхні економіки сьогодні вважаються розвиненими. У повоєнний період (1945—1960 рр.) Приклади включають Західну Німеччину, Францію та Японію, які змогли швидко відновити свій довоєнний статус, замінивши капітал, втрачений під час Другої світової війни. Також до цих країн можна додати Китай, який також невпинно розвивається з 80-х років.

## Критика
Деякі економісти критикують цю теорію, заявляючи, що ендогенні фактори, такі як урядова політика, значно більше впливають на економічне зростання, ніж екзогенні фактори. Наприклад, Олександр Гершенкрон заявляє, що уряди можуть замінити відсутні умови для того, щоб викликати зростання досягнень. Гіпотеза економічних істориків Кеннета Соколоффа та Стенлі Енгермана припустила, що факторні фонди є центральним фактором структурної нерівності, що перешкоджає інституційному розвитку в деяких країнах. Соколофф та Енгерман запропонували, щоб у 19 столітті такі країни, як Бразилія та Куба з багатими факторними фондами, такими як ґрунт та клімат, схильні до охоронної франшизи з обмеженим інституційним зростанням. Земля, яка підходить для цукру та кави, наприклад Куба, пережила економію масштабу від створення плантації, яка, в свою чергу, створила маленькі елітні сім'ї, які зацікавлені в охоронній франшизі. Екзогенна придатність землі для пшениці проти цукру визначає темпи зростання для багатьох країн. Тому країни з придатною для цукру землею сходяться з іншими країнами, які також мають землю, придатну для вирощування цукру.